# Oskar Kleineh

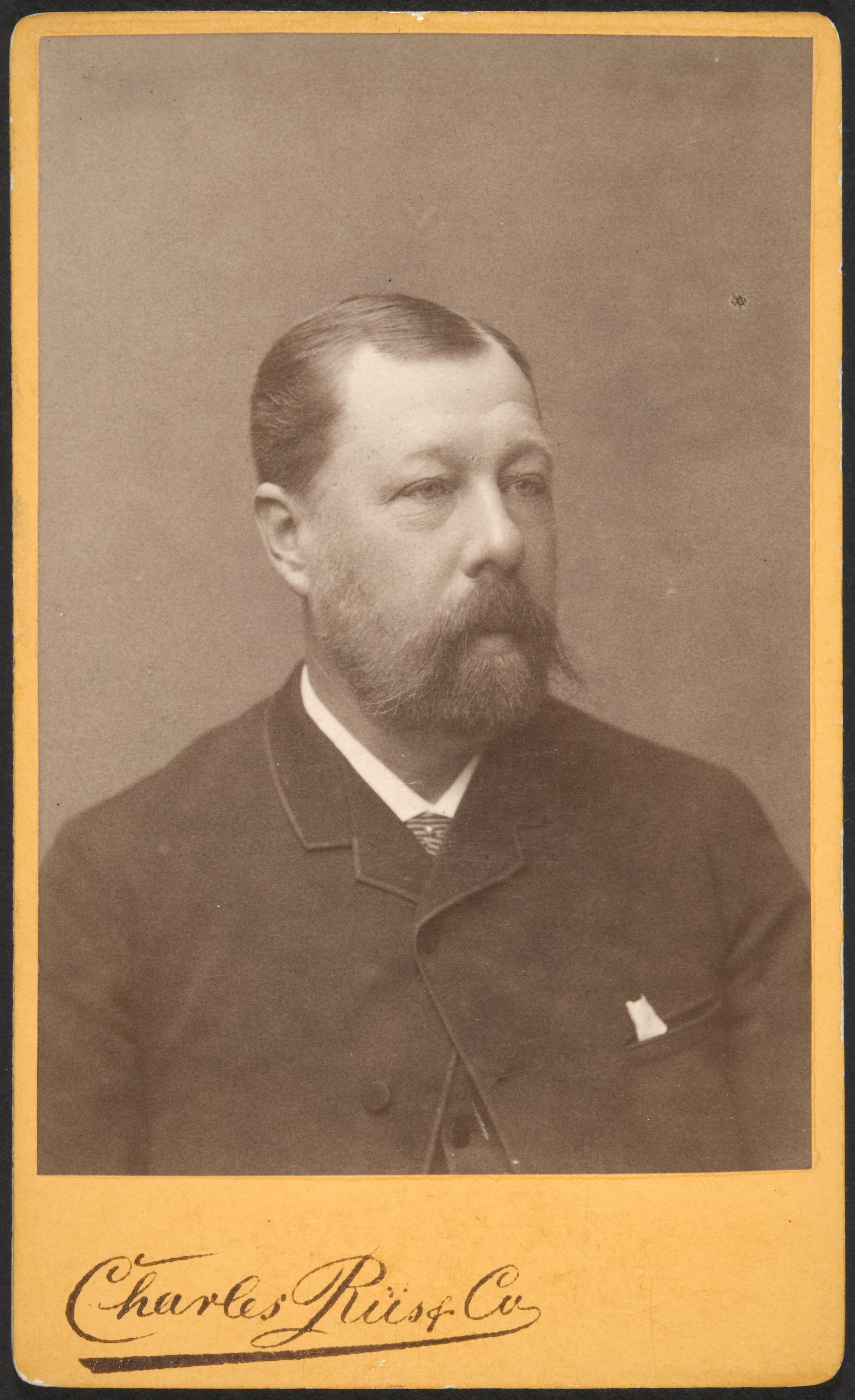
Oskar Kleineh, Foto aus den 1890er Jahren

Oskar Konrad Kleineh, auch in der Schreibweise Oscar Conrad Kleineh (* 18. September 1846 in Helsinki, Großfürstentum Finnland, Russisches Kaiserreich; † 16. November 1919 ebenda), war ein finnischer Marine-, Landschafts- und Vedutenmaler der Düsseldorfer Schule.

## Leben
Kleineh war Sohn des aus Rietberg in Westfalen gebürtigen Kaufmanns Louis Gabriel Kleineh (1808–1874) und dessen Ehefrau Maria Kristina Forsell. Das Paar hatte neun Kinder. Der Vater, Louis Kleineh, war 1840 nach Helsinki gezogen, wo er zunächst als Finanzmanager und dann als Hotelier Karriere machte. In Helsinki errichtete er Hotels und andere gastronomische Einrichtungen, unter anderem das Hôtel de Saint-Pétersbourg.
Oskar, sein Sohn, besuchte von 1863 bis 1864 die Zeichenschule des Finnischen Kunstvereins, wo er in einer Ausstellung bereits 1866 debütierte. Von 1866 bis 1867 weilte er in Düsseldorf und besuchte die Königlich Preußische Kunstakademie. Dort waren Andreas Müller und Heinrich Lauenstein seine wichtigsten Lehrer. Bis 1870 nahm er anschließend Unterricht bei Hans Fredrik Gude, der zu dieser Zeit bereits die Kunstakademie Düsseldorf verlassen und das Direktorat an der Großherzoglich Badischen Kunstschule in Karlsruhe angetreten hatte. Auch dort war der Landsmann Hjalmar Munsterhjelm Kleinehs Mitschüler. Im Sommer 1870 bereiste Kleineh als erster finnischer Künstler die Bretagne. 1870 bis 1874 hielt er sich in Sankt Petersburg auf, wo er die Russische Kunstakademie besuchte und Unterricht beim Marinemaler und Achenbach-Schüler Alexej Bogoljubow nahm. Außer Frankreich (Bretagne und Paris) bereiste Kleineh Norwegen und Spanien. Zusammen mit Maria Wiik (1853–1928) war er 1881 Lehrer an der Zeichenschule des Finnischen Kunstvereins. Kleineh gilt als bedeutendster Marinemaler der finnischen Kunstgeschichte. Außerdem gilt er als der erste finnische Maler, der die Kamera als Werkzeug für seine Malerei einsetzte.

## Werke (Auswahl)

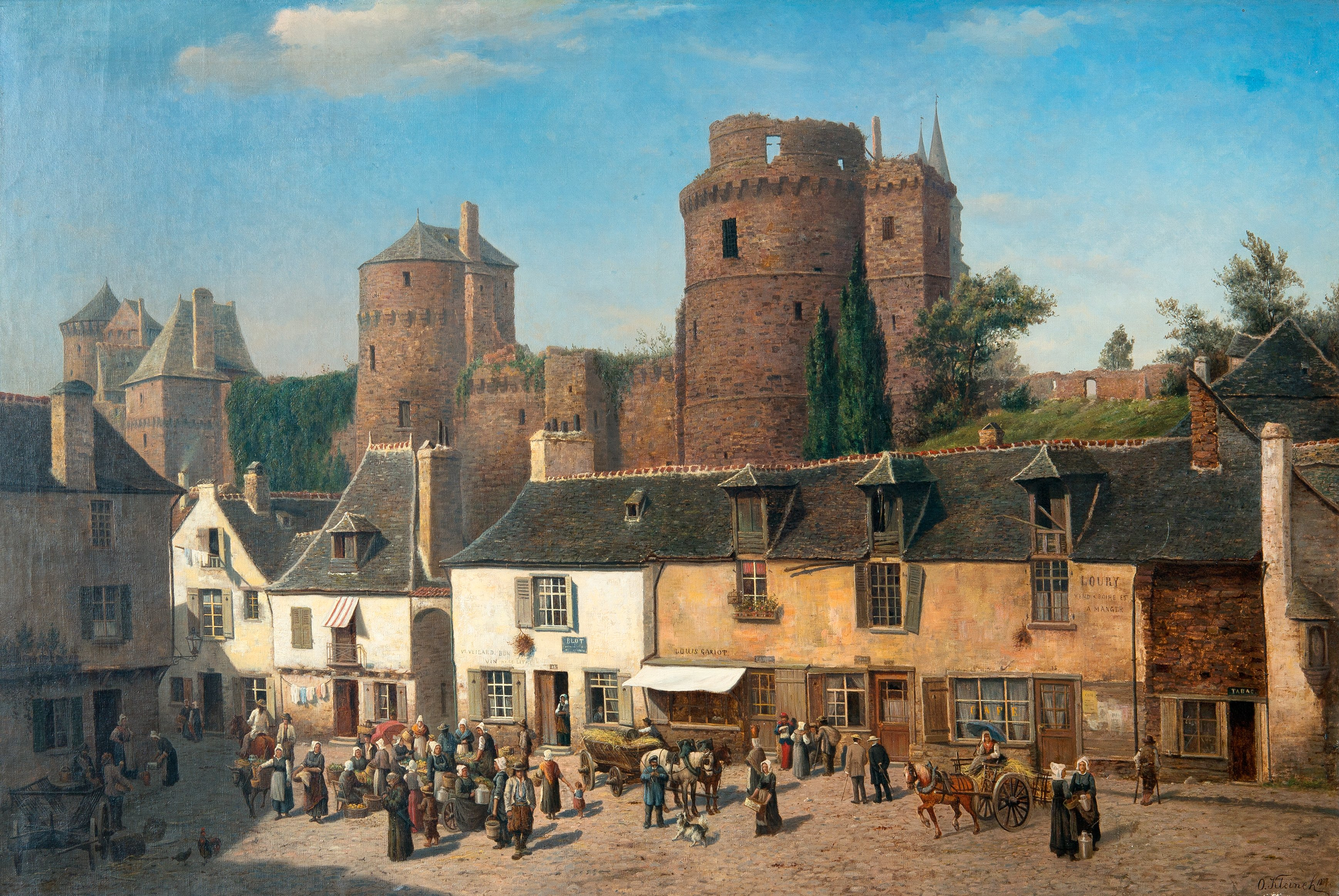
Marktplatz in Vitré, 1877

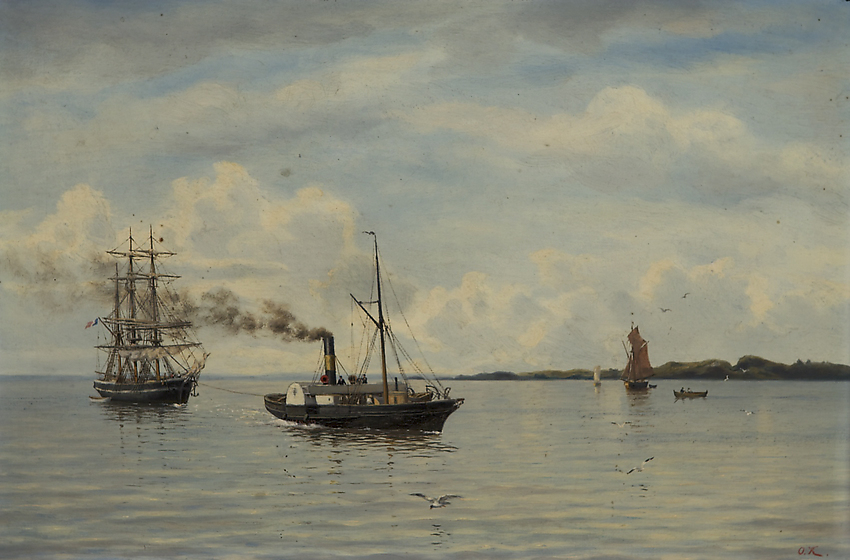
Tyven, 1890er Jahre

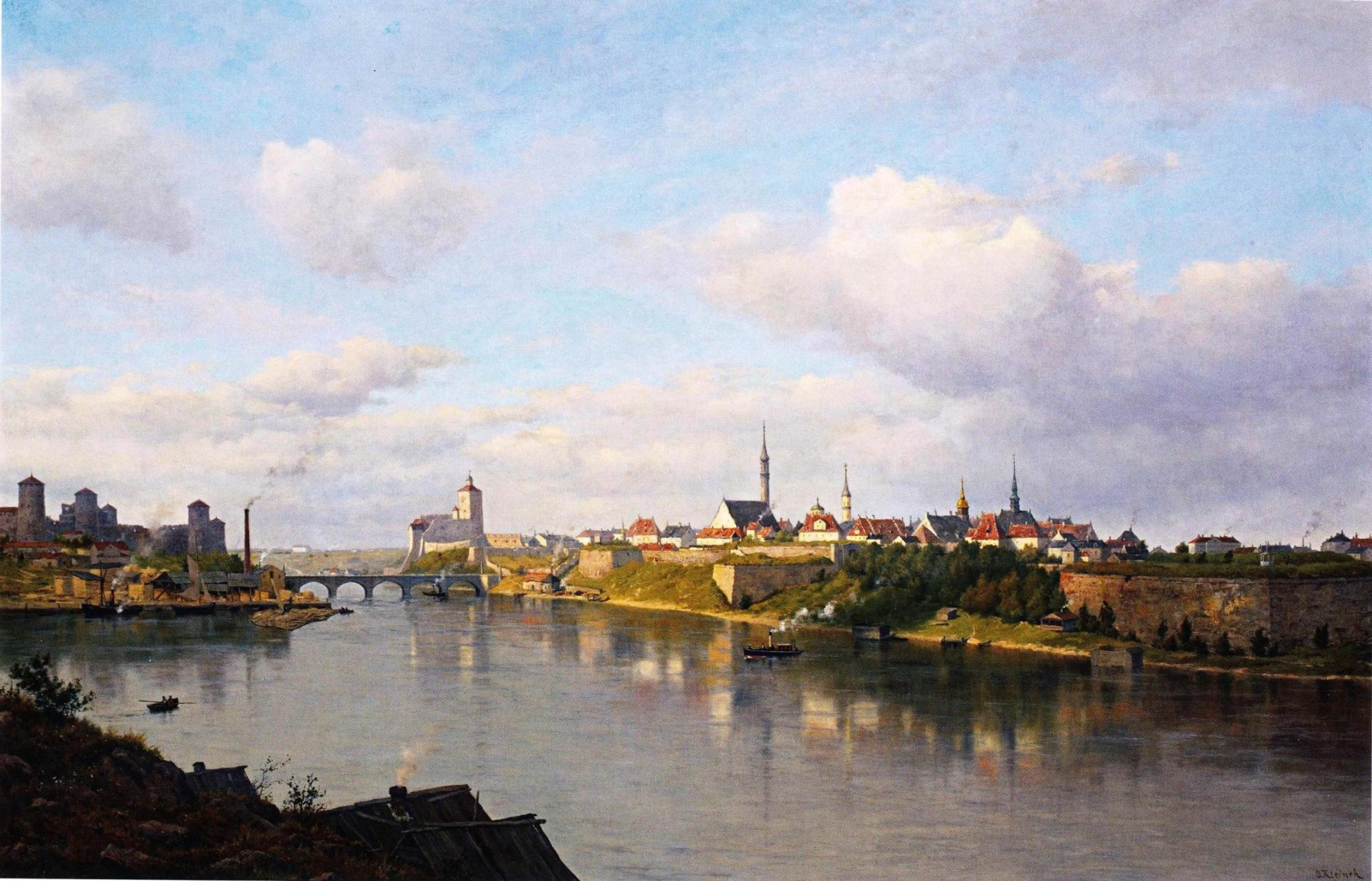
Näkymä Narvasta, um 1894

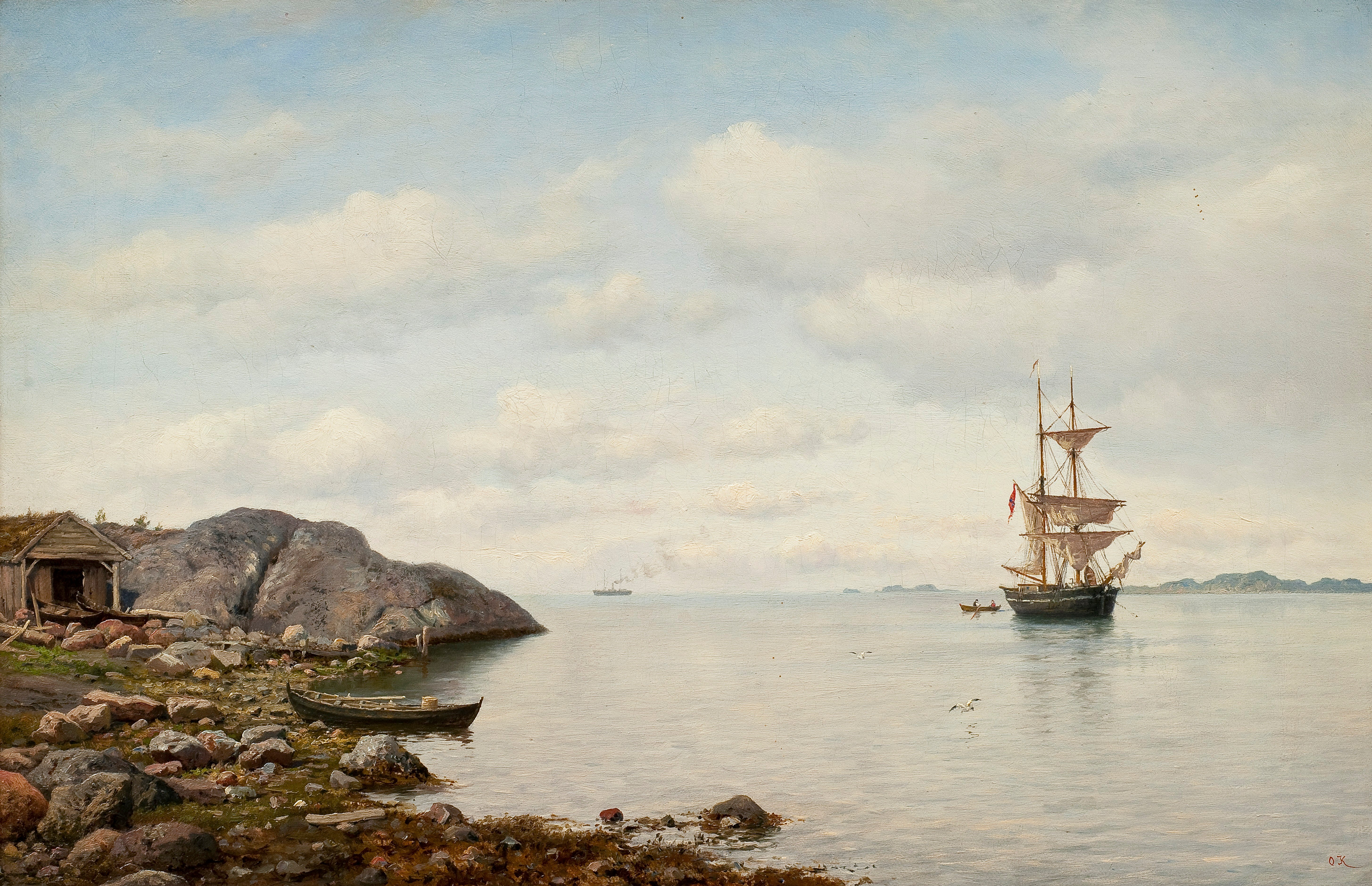
Segelschiff an der Felsküste

Kleinehs Œuvre ist von der spätromantischen Landschaftsmalerei der Düsseldorfer Schule sowie von der Marinemalerei Bogoljubows und niederländischer Meister beeinflusst, etwa von der Malerei Willem van de Velde des Jüngeren. Neben seinen Seestücken und Küstenlandschaften erlangten auch seine detailliert und realistisch ausgeführten Stadtansichten Bekanntheit. Seine Gemälde bereitete er mittels Aquarellen und Fotografien vor Ort eingehend vor, um sie danach im Atelier auszuführen.
- Marktplatz in Vitré, 1877,
- Kalastusalus navakassa tuulessa, 1890er Jahre
- Tyven, 1890er Jahre
- Näkymä Narvasta, um 1894
- Iltahetki saaristossa, 1900er Jahre
- Segelschiff an der Felsküste
- Ruhiger Tag auf See
- An der See (På stranden)